# Bắc Đầu
Bắc Đầu tiếng Trung: 北投區; bính âm Hán ngữ: Běitóu Qū; bính âm thông dụng: Běitóu Cyu; Wade–Giles: Pei-t'ou Ch'ü; Bạch thoại tự: Pak-tâu-khu) là một quận ở cực bắc của Đài Bắc, Đài Loan. Quận có diện tích 56,8216 km2, dân số thời điểm tháng 4 năm 2011 là 250.129 người. 
Quận được chia thành 42 lý, 821 lân. Trụ sở hành chính quận tại số 30 lầu 4 phố Tân Thị. 
Bắc Đầu nổi tiếng với suối nước nóng.

## Vận chuyển
Bao gồm nhà ga Bắc Đầu, Tân Bắc Đầu, Trung Nghĩa, Kỳ Vũ, Phục Hưng Cương, Quan Độ, Qilian, Minh Đức và Thạch Bài thuộc tàu điện ngầm Đài Bắc.